# Pierrefonds-Roxboro
Pierrefonds-Roxboro ist eines von 19 Arrondissements der Stadt Montreal in der kanadischen Provinz Québec. Vor 2002 waren Pierrefonds und Roxboro eigenständige Gemeinden. Im Jahr 2011 zählte der 27,1 km² große Stadtbezirk 68.410 Einwohner.

## Geographie
Pierrefonds-Roxboro liegt im Westen der Île de Montréal sowie im nördlichen Teil der Region West Island. Das Bezirksgebiet erstreckt sich über eine Länge von rund 15 Kilometern entlang dem Rivière des Prairies, ist aber kaum mehr als anderthalb Kilometer breit. Pierrefonds liegt im Westen des Bezirks, Roxboro im Osten. Benachbarte Arrondissements der Stadt Montreal sind L’Île-Bizard–Sainte-Geneviève im Nordwesten sowie Ahuntsic-Cartierville und Saint-Laurent im Osten. Pierrefonds-Roxboro grenzt darüber hinaus an folgende eigenständige Gemeinden: Senneville im Westen, Sainte-Anne-de-Bellevue im Südwesten, Kirkland im Süden und Dollard-Des Ormeaux im Südosten.

## Geschichte
Im Jahr 1904 kam es zu einer Trennung der Gemeinde Sainte-Geneviève und zur Gründung von Sainte-Geneviève-de-Pierrefonds. Dafür maßgeblich verantwortlich war der einflussreiche Politiker Joseph-Adolphe Chauret. Zwei Jahre zuvor hatte er ein herrschaftliches Anwesen errichten lassen, das dem Schloss Pierrefonds im französischen Département Oise nachempfunden ist. 1958 erhielt die Gemeinde den Stadtstatus, was mit der Umbenennung in Pierrefonds verbunden war.
Das Dorf Roxboro spaltete sich im Jahr 1914 von Sainte-Geneviève-de-Pierrefonds ab und bildete eine eigene Gemeinde. Die Bedeutung des Ortsnamens, zusammengesetzt aus den englischen Wörtern rocks (Felsen) und borough (Stadt), ist nicht geklärt. Möglicherweise ist er darauf zurückzuführen, dass damals zahlreiche Einwohner im Montrealer Baugewerbe tätig waren.
Am 1. Januar 2002 fusionierten beide Gemeinden mit der Stadt Montreal. Pierrefonds war daraufhin mit Senneville in einem Arrondissement vereinigt, Roxboro mit Dollard-Des Ormeaux. Gegen die von der Provinzregierung verfügte Fusion kam ein Referendum zustande. Zwar stimmte am 20. Juni 2004 in beiden Orten eine Mehrheit für die Loslösung, doch das erforderliche Quorum (Zustimmung von 35 % aller Stimmberechtigten) wurde nicht erreicht. Seit dem 1. Januar 2006 sind Pierrefonds und Roxboro zu einem Arrondissement zusammengeschlossen.

## Bevölkerung
Gemäß der Volkszählung 2011 zählte Pierrefonds-Roxboro 68.410 Einwohner, was einer Bevölkerungsdichte von 2524 Einwohnern/km² entspricht. Von den Befragten gaben 32,6 % Englisch und 30,0 % Französisch als Muttersprache an. Weitere bedeutende Sprachen sind unter anderem Arabisch (6,2 %), Italienisch (3,0 %), Spanisch (2,6 %), Chinesisch (2,1 %), Rumänisch (1,8 %) und Tamil (1,8 %). Somit ist dieser Bezirk der einzige, in dem am häufigsten Englisch gesprochen wird.

## Sehenswürdigkeiten
- Naturpark Cap-Saint-Jacques
- Naturpark Anse-à-l’Orme

## Persönlichkeiten
- Mylène Farmer (* 1961), Sängerin
- Peter Worrell (* 1977), Eishockeyspieler